# Nightfall : Agent double
Pour plus de détails, voir Fiche technique et Distribution.
Nightfall : agent double (False Witness ou encore The Diplomat au Royaume-Uni et aux États-Unis) est un téléfilm britanno-australien réalisé par Peter Andrikidis (en), écrit par Ronan Glennane, Nell Greenwood et Greg Haddrick (en), produit par Peter Andrikidis (en) et Screentime Australia (en) pour la BBC UKTV, chaîne de télévision australienne et néo-zélandaise, et diffusé en deux parties en Australie les 11 et 12 janvier 2009, sur BBC UKTV et au Royaume-Uni sur BBC HD.
Le titre original du film, « False Witness » signifiant en anglais « Faux Témoin ». Le titre pour la France, Nightfall, signifie « Nuit Tombée ». Le film a été tourné en anglais au Tadjikistan, au Royaume-Uni et en Australie.
Le film raconte l'histoire d’Ian Porter, un diplomate britannique joué par Dougray Scott qui déjoue un trafic de valise nucléaire.

## Synopsis
Première Partie :
Sergei Krousov, un trafiquant de drogue donne la clé d'une valise à bombe nucléaire à Ian Porter, un diplomate britannique. De l'héroïne est trouvée dans un conteneur lui appartenant. Scotland Yard accuse Ian Porter de collaboration avec la mafia russe. Il est arrêté. Krousov fait des menaces de mort contre Pipa, l'épouse du diplomate. Julie Hales décide alors d'assurer la protection de Porter et de son ex-femme en échange de son témoignage contre Krousov. Scotland Yard envoie les époux Porter en détention préventive en Australie. Mais elle va découvrir que ce dernier est un agent du MI-6 et doute fortement de la nature de son engagement. Pipa est tuée.
Deuxième Partie :

## Fiche technique
- Titre australien : False Witness
- Titre anglais et américain : The Diplomat
- Titre français : Nightfall : agent double
- Réalisation : Peter Andrikidis (en)
- Scénario : Ronan Glennane, Nell Greenwood et Greg Haddrick (en)
- Photographie : Mark Wareham et Owen McPolin (en)
- Musique : Burkhard Dallwitz
- Production : Peter Andrikidis (en)
- Pays d'origine : Royaume-Uni et Australie
- Langue originale : anglais
- Format : couleur - 35 mm - 1,78:1 - son Stereo
- Durée : 180 min (en 2 × 90 minutes)
- Dates de diffusion :
  -  Australie : 11 janvier 2009
  -  États-Unis : 24 janvier 2009
  -  Espagne El diplomático : 5 mars 2009
  -  France : 10 mars 2009
  -  Suède The Diplomat : 8 août 2009
  -  Argentine El diplomático : 25 septembre 2009

## Distribution
- Dougray Scott (VF : Guillaume Orsat) : Ian Porter, diplomate
- Claire Forlani (VF : Laura Blanc) : Pippa Porter, la femme de Ian
- Richard Roxburgh (VF : Bernard Bollet) : Charly Van Koors, agent du MI6, ami de Ian
- Rachael Blake : Julie Hales, Detective Chef Inspectrice
- Stephen Curry : Neil Trent, Sergent Detective
- Jeremy Lindsay Taylor (en) : Mark Wilson, un policier de Scotland Year
- Don Hany (en) : Sergei Krousov, trafiquant de drogue
- Elan Zavelsky : Nikolai Krousov
- Jonny Pasvolsky (en) : Antonio Morelli
- Tony Martin : Bill Murray
- Socratis Otto (en) : Shannon Cross
- Alex Menglet (en) : Dimitri
- Shane Briant : Winston Beale
- Costa Ronin : Vladimir
- Alin Sumarwata (en) : Yasmin Van Koors

## Nominations et Récompenses
Le film a reçu deux prix de l'Institut du Film Australien Award (AACTA Award for Best Telefeature, Mini Series or Short Run Series (en)) :
- Greg Haddrick (en) à l'écriture
- Peter Andrikidis (en) à la réalisation

## Lieux du tournage
Le tournage a eu lieu dans trois pays :
- Tajikistan
- Australie à Sydney (New South Wales) :
  - Sydney (New South Wales)
  - Kings Cross
  - Kingsford Smith International Airport
  - Newport
  - Olympic Park Underground Station (Homebush)
  - Redfern
  - St James Underground Station (Hyde Park)
  - The Rocks
- Royaume-Uni à Londres :
  - Londres
  - Piccadilly Circus (Piccadilly)
  - Westminster